# Lolita Pille
Lolita Pille (* 27. August 1982 in Sèvres) ist eine französische Schriftstellerin.
Pille ist in Boulogne-Billancourt bei Paris aufgewachsen. Nach der Schule begann sie Jura zu studieren, bevor sie mit dem Schreiben begann. Entdeckt wurde sie von dem Enfant terrible der französischen Literaturszene Frédéric Beigbeder.
Ihr Erstlingsroman Hell wurde ein Bestseller und in der deutschen Übersetzung mit Pradasüchtig überschrieben. Für ihr Debüt soll sie vom Besuch der juristischen Fakultät Paris inspiriert worden sein. 2005 wurde das Buch fürs Kino adaptiert, mit der französischen Schauspielerin Sara Forestier verfilmt und kam am 1. März 2006 in die europäischen Kinos. Ihr zweiter ebenso erfolgreicher Roman hat den Titel Bubble Gum und handelt, wie bereits das erste Buch, von der Ödnis der jungen Oberschicht und des Jet-Set-Lebens.

## Werke
- 2002: Hell (dt.: Pradasüchtig: Roman. München; Zürich: Piper 2004 ISBN 3-492-27054-9)
- 2004: Bubble gum (dt.: Bubble Gum: Roman. München; Zürich: Piper 2005 ISBN 3-492-27088-3)

## Adaptionen

### Film
- 2006: Hell (mit Sara Forestier)
- 2007: In der Glut der Sonne (UV)

### Hörspiel
- 2011: Hell, DLR (mit Maria Kwiatkowsky)